# Jacqueline Piatigorsky

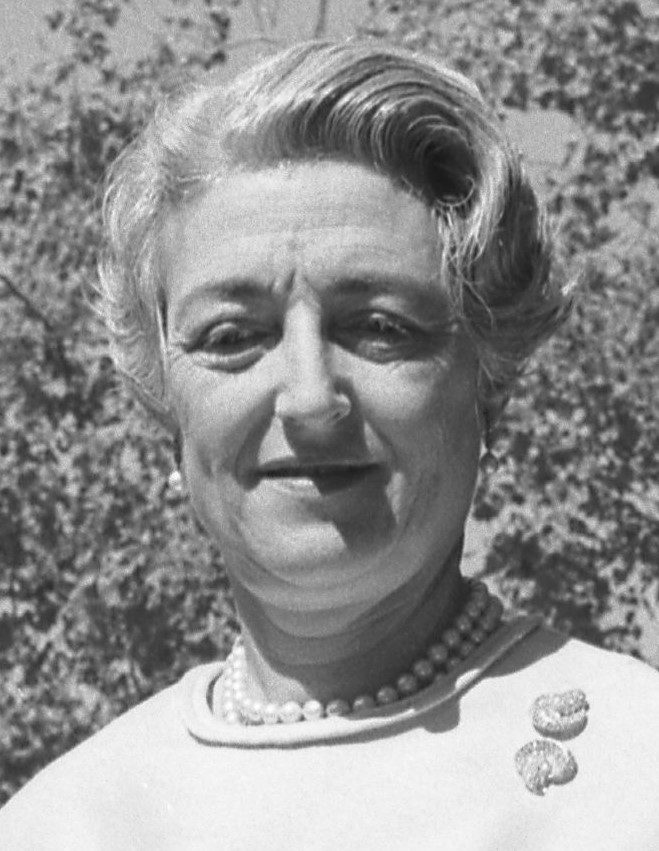
Jacqueline Piatigorsky (1966)

Jacqueline Rebecca Louise Piatigorsky (* 6. November 1911 in Paris als Jacqueline Rebecca Louise de Rothschild; † 15. Juli 2012 in Los Angeles) war eine franko-amerikanische Schachspielerin, Tennisspielerin, Bildhauerin und Mäzenin.

## Kindheit und Flucht aus Europa
Jacqueline Rebecca Louise de Rothschild wuchs als Tochter des jüdischen Bankiers Édouard de Rothschild und seiner Frau Germaine Alice Halphen im Château de Ferrières auf, äußerte sich jedoch später negativ über ihre Kindheit und fühlte sich demnach auch von ihren Eltern missverstanden.
1930 heiratete sie den Verleger Robert Calmann-Levy des damals in Frankreich führenden Verlags Calmann-Levy. Ihre Mutter hatte den Bräutigam ausgesucht und obwohl sie nach ihrer eigenen Aussage keine Zuneigung zu Calmann-Levy empfand, sondern für den Pianisten Alfred Cortot schwärmte – der aber ihre Zuneigung nicht erwiderte –, heiratete sie 1930 den Verleger. Wie sie später erfuhr, hatte ihr Bräutigam seine Geliebte auf die Flitterwochen mitgenommen. Die Ehe blieb kinderlos und wurde 1935 geschieden. 1937 heiratete sie den Cellisten Gregor Piatigorsky und im gleichen Jahr wurde die Tochter Jephta geboren. Nach Hitlers Überfall auf Polen am 1. September 1939 gelang es dem Paar eine Schiffspassage von Le Havre nach New York für sich und ihre Tochter zu buchen und nach zweitägiger Wartezeit im Hafen durfte ihr Schiff am 5. September in Le Havre ablegen. Das Paar ließ sich in Elisabethtown in den Adirondack Mountains, New York nieder, wo Gregor Piatigorsky bereits ein Haus mit Land gekauft hatte. Auch Jacquelines Eltern, denen die Flucht über Südfrankreich in die USA gelungen war, fanden in dem Anwesen eine erste Unterkunft. 1940 wurde dort der Sohn Joram geboren. Die Familie lebte dann einige Jahre in Philadelphia und ließ sich 1949 in Los Angeles nieder, weil ihr Sohn Joram gesundheitlich unter dem Klima in den Adirondack Mountains litt und Gregor Piatigorsky die Gesellschaft seiner in Los Angeles ansässigen Freunde Rubinstein, Heifetz und Strawinsky schätzte. 1976 verwitwete sie durch den Tod ihres Ehemanns Gregor.

## Schach in den Vereinigten Staaten
Jacqueline Piatigorsky war selbst eine starke Spielerin, so erreichte sie bei der ersten Schacholympiade der Frauen 1957 die Bronzemedaille am zweiten Brett mit 7,5 Punkten aus 11 Partien. Ihre Mannschaft erreichte jedoch nur den zehnten Platz. Sie nahm an mehreren US-Meisterschaften der Frauen teil und blieb 1965 nur einen halben Punkt hinter der Erstplatzierten.
Sie organisierte den umstrittenen Zweikampf zwischen Bobby Fischer und Samuel Reshevsky 1961 sowie das Großmeister-Turnier Piatigorsky Cup, das 1963 und 1966 gespielt wurde. Die beiden Turniere gelten als sehr einflussreich auf das Schachspiel in den Vereinigten Staaten. Auch bei weiteren Turnieren und beim Schulschach war sie als Mäzenin und Organisatorin tätig.
Ihr Trainer war Herman Steiner, nach dessen Tod 1955 sie den von ihm gegründeten Schachklub in Los Angeles übernahm und in Herman Steiner Chess Club umwidmete. Später wurde er jedoch in Hollywood Chess Club umgetauft.

## Tennisspielerin und Bildhauerin als Witwe
Als Witwe wandte sie sich vom Schachspiel ab und dem Tennisspiel zu, wo sie ebenfalls Erfolge erzielte. Sie begann ebenfalls, Skulpturen zu hauen.
Am 15. Juli 2012 verstarb sie im Alter von 100 Jahren. Sie hatte von ihrer Tochter Jephta drei Enkel (Jonathan, Evan, Eric) und zwei Enkel von ihrem Sohn Joram (Auran, Anton)  sowie zehn Urenkelkinder.